# ژوگدردمیدیین گوراگچا
ژوگدردمیدیین گوراگچا (به انگلیسی: Jügderdemidiin Gürragchaa) فضانورد اهل کشور مغولستان است که در ۵ دسامبر ۱۹۴۷ میلادی در گوروانبولاگ، بولگان زاده شد. وی در مأموریت سایوز ۳۹ حضور داشته است.